# فوتبال در بحرین
فوتبال در بحرین توسط اتحادیه فوتبال بحرین اداره می‌شود و با فاصله زیاد پرطرفدارترین ورزش در این کشور است.